# Kale gierst
Kale gierst (Panicum dichotomiflorum) is een eenjarige plant, die behoort tot de grassenfamilie. De soort komt van nature voor in het oosten van Noord-Amerika en is van daaruit verder verspreid naar Azië, Australië, Europa en Zuid-Amerika. Tussen 1950 en 1974 is de soort in Nederland ingeburgerd. Zuid-Afrikaanse gierst lijkt veel op de kale gierst, maar bij kale gierst is de onderste bloem van het aartje steriel en bij de Zuid-Afrikaanse gierst is deze mannelijk. Verder staat bij de Zuid-Afrikaanse gierst het bovenste kroonkafje van de onderste bloem tijdens de bloei halfopen en bij kale gierst blijft deze gesloten. Het aantal chromosomen is 2n = 54.
De plant wordt 50-100 cm hoog. De lichtgroene, kale stengels zijn opgaand of recht en voor het grootste gedeelte bedekt door de bladscheden. Soms zijn ze vertakt. Het middelgroene, onbehaarde blad is 7-35 cm lang en 0,5-1 cm breed en langs de randen ruw. De middelste en de bovenste bladscheden zijn kaal en de onderste hebben een lichte beharing. Het tongetje bestaat uit een 1-2 mm lang vliesje.
Kale gierst bloeit vanaf juli tot in oktober. De bloeiwijze is een sterk vertakte, 10-20 cm lange, piramidale pluim. Soms steken ze bijna niet uit de bladschede. Het 3-4 mm lange, kale aartje is lancetvormig tot eivormig en aan de top afgerond met een korte spits. De onderste bloem is steriel. Het bovenste, 7-9 nervige kelkkafje heeft dezelfde lengte als het aartje. De lengte van het onderste, breed-eivormige, vliezige, 0-1 nervige kelkkafje is een zesde tot een derde van die van het aartje. Dit kelkkafje heeft een afgeronde top en een korte spits. Het onderste kroonkafje of lemma is even lang als het onderste kelkkafje. Het bovenste kroonkafje is niet altijd aanwezig. Elke bloem heeft twee veervormige stempels en drie meeldraden.
De vrucht is een 2 mm lange, eivormige, kale graanvrucht.

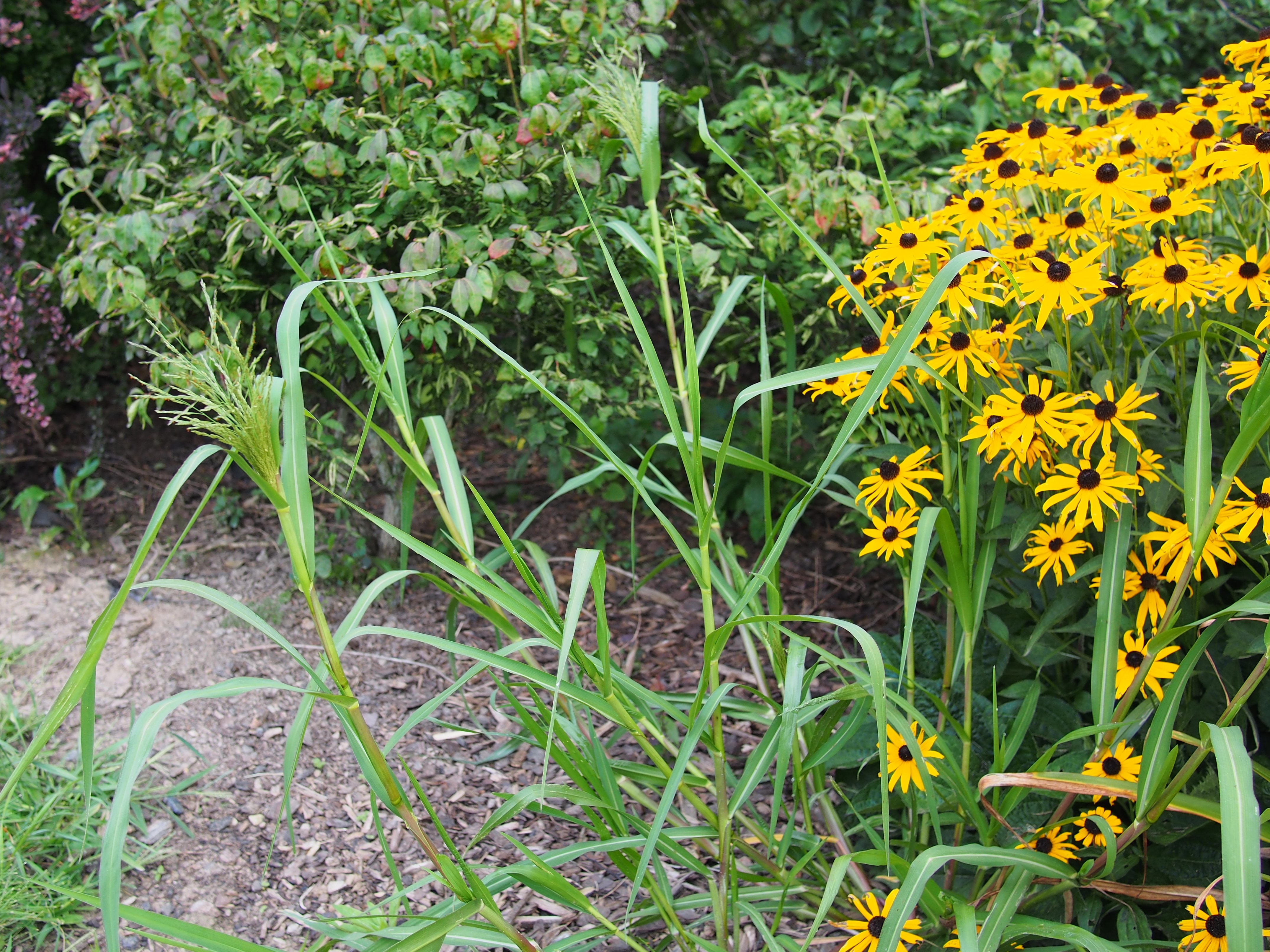
Plant
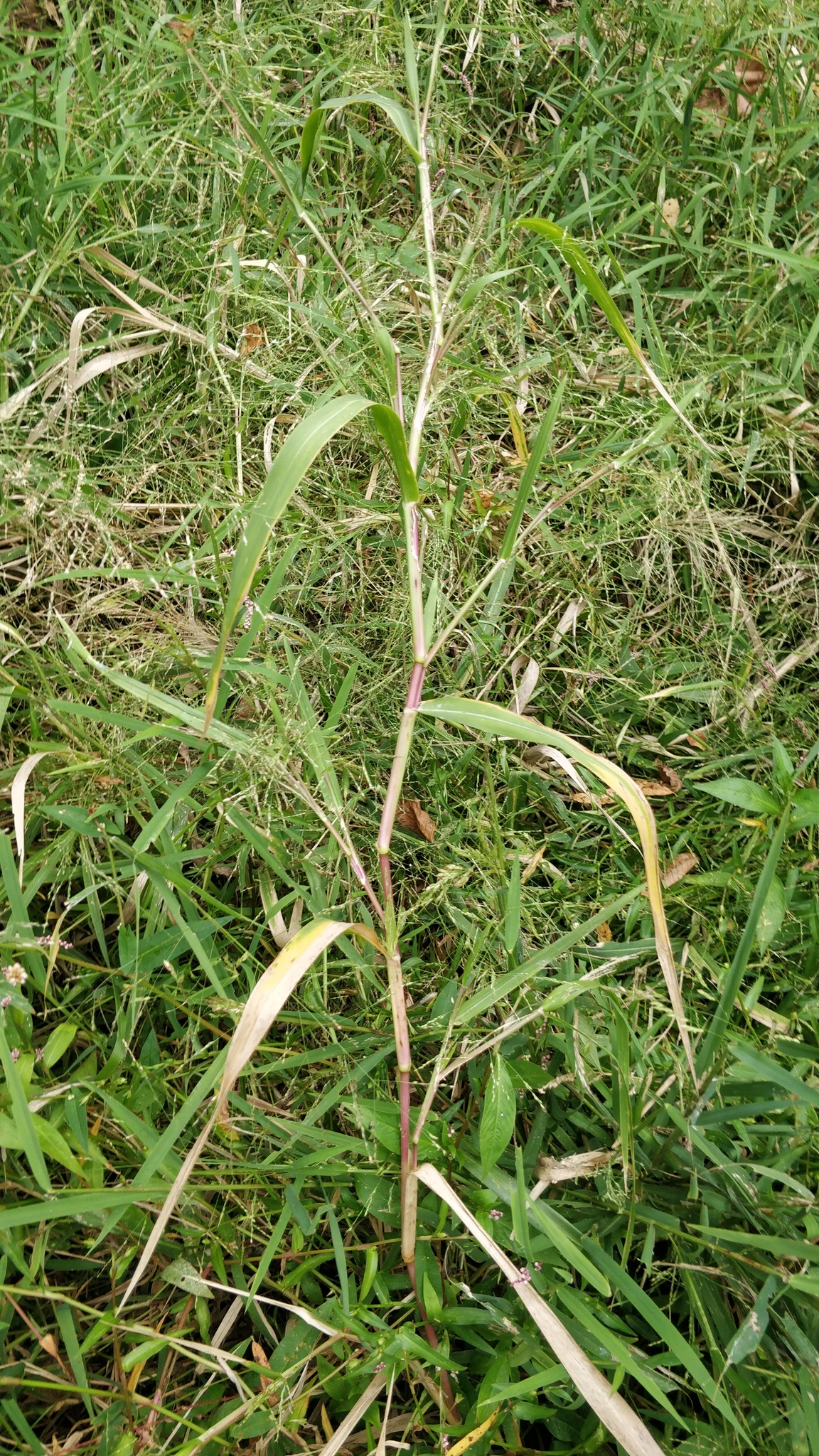
Stengel
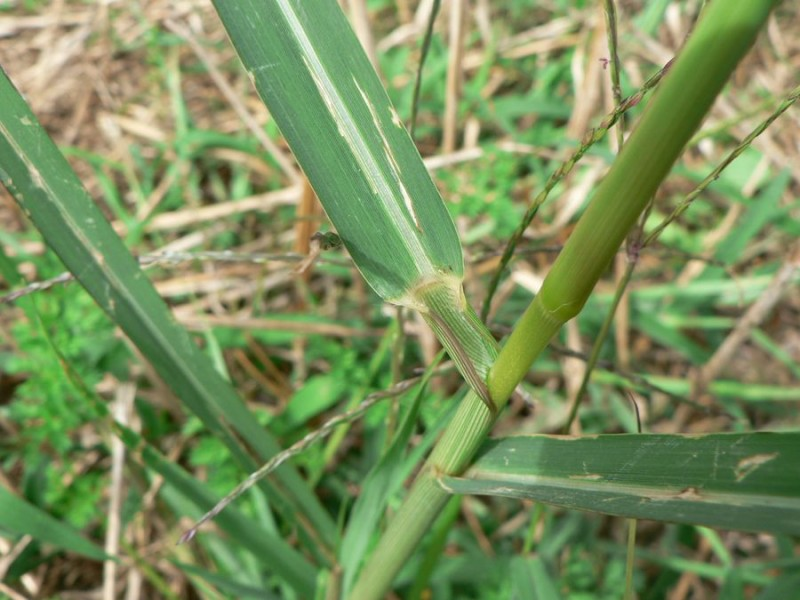
Bladschede
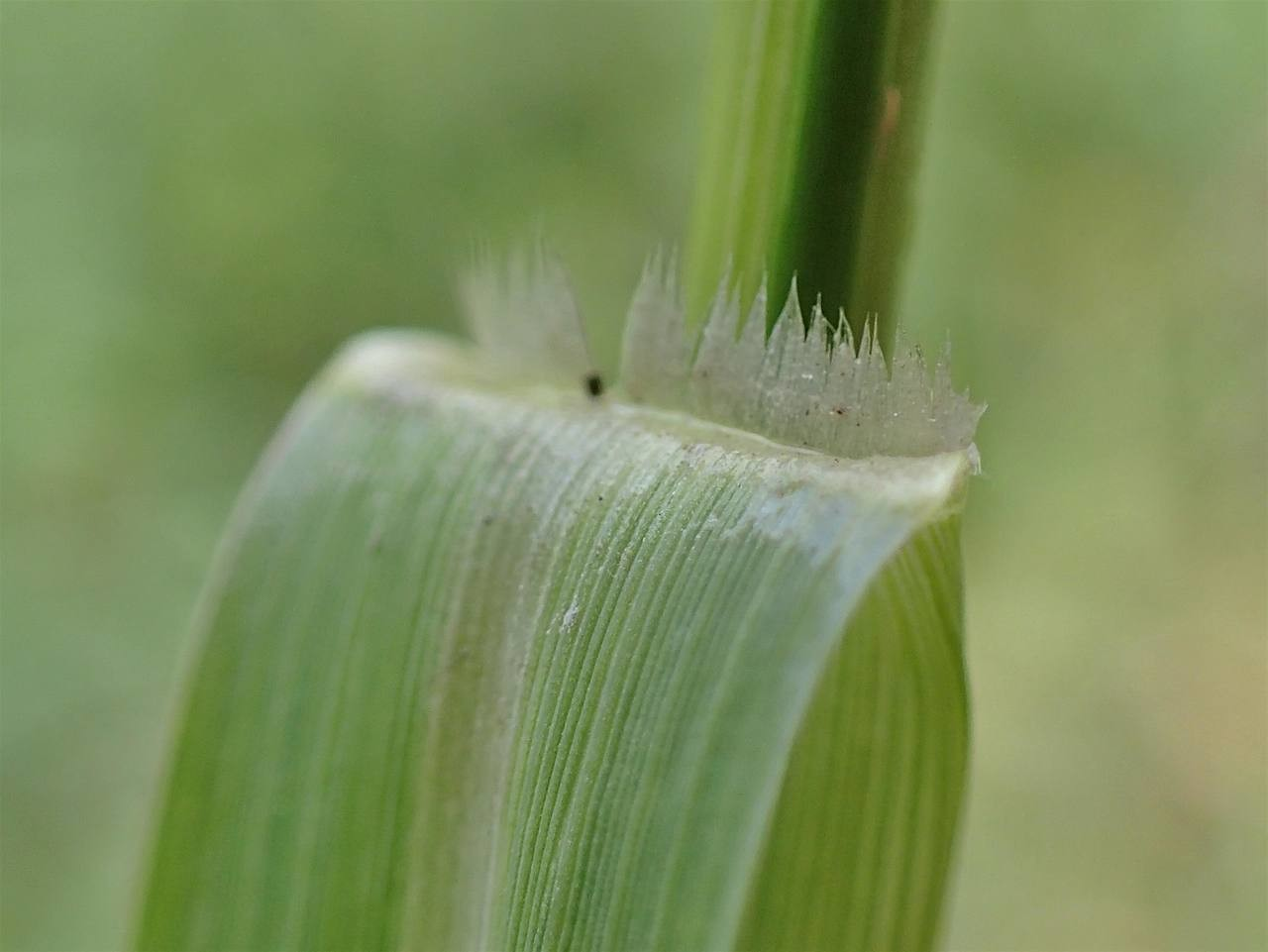
Tongetje
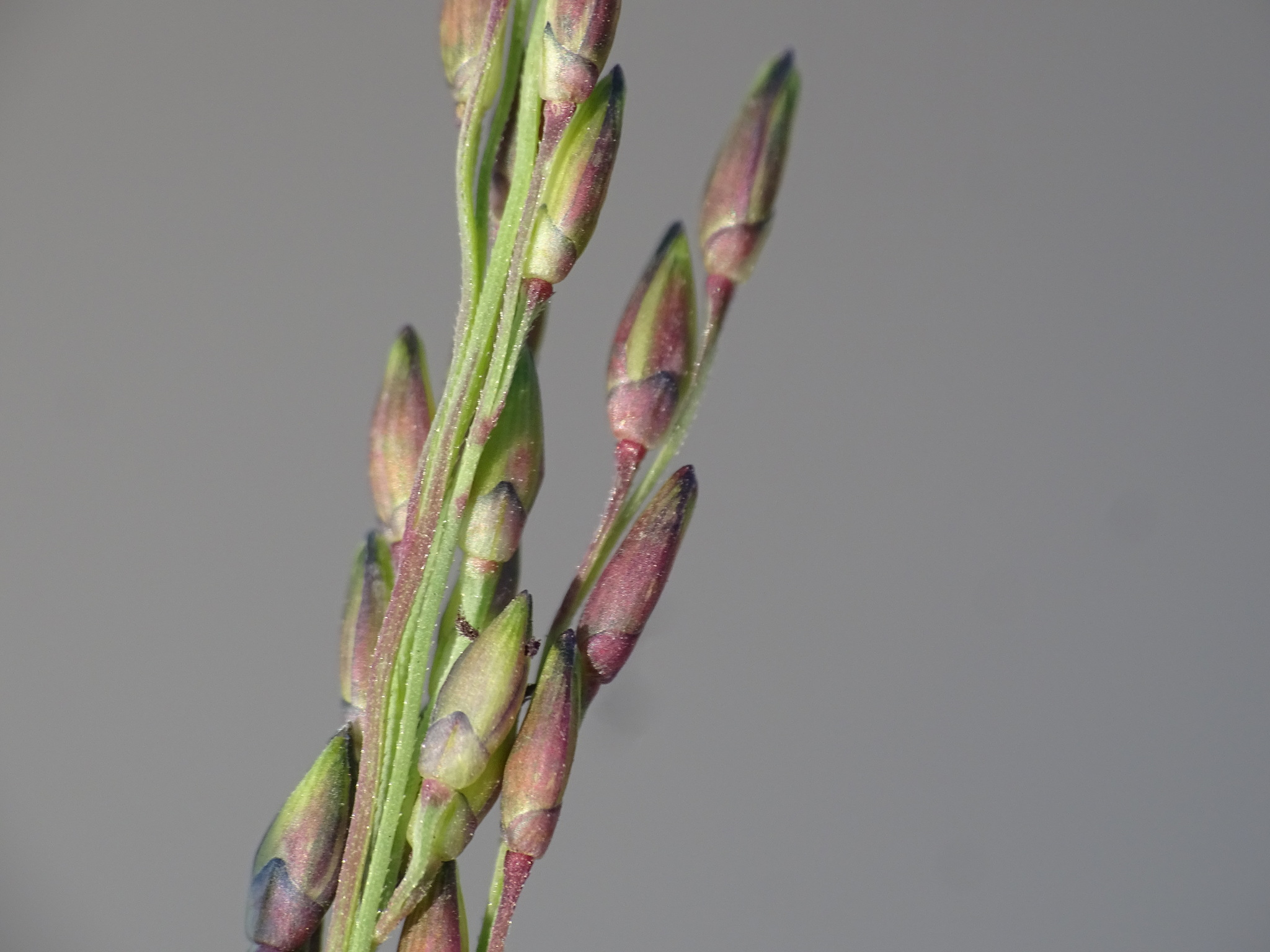
Aartjes
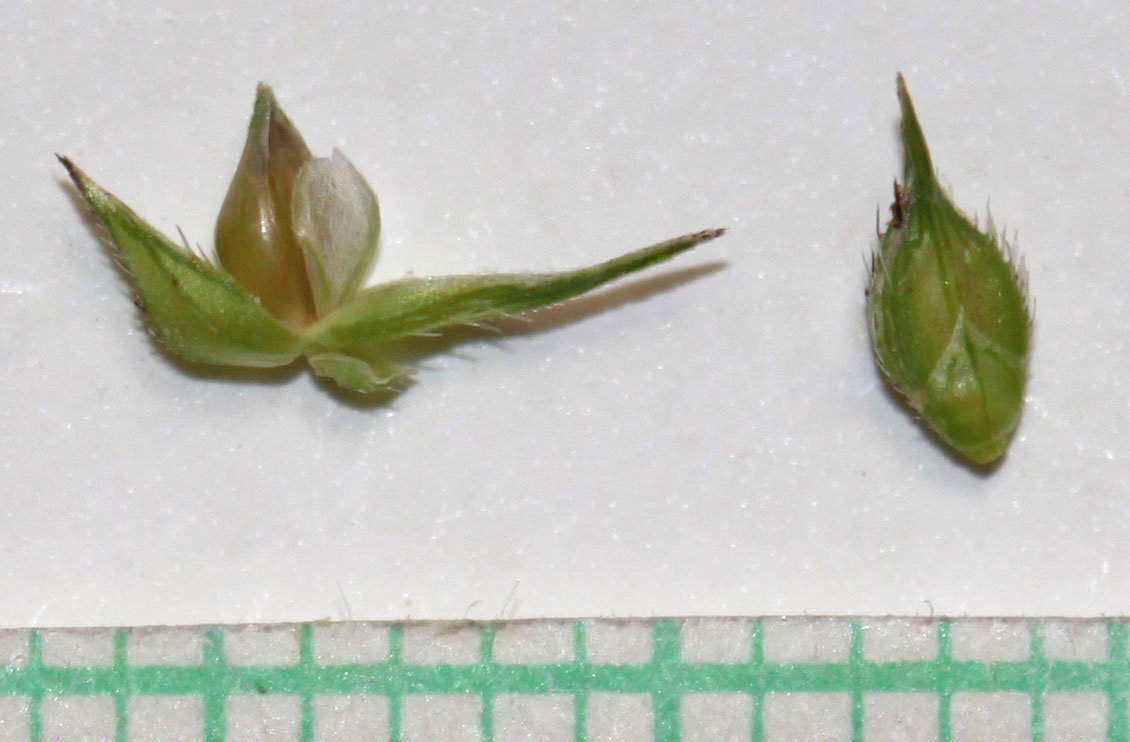
Vrucht

Kale gierst komt voor op zonnige, warme, open plaatsen op droge tot vrij natte, voedselrijke, zwak zure grond op landbouwgronden, haventerreinen, graanoverslagplaatsen, stortplaatsen en tussen straatstenen en langs wegen.